# AN/PEQ-2

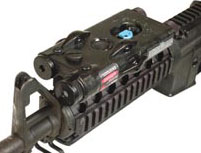
M4カービンに取り付けられたAN/PEQ-2A。

AN/PEQ-2 Infrared Target Pointer/Illuminator/Aiming Light (ITPIAL)は、Insight Technologyによって製造され、アメリカ軍が採用している赤外線レーザーサイト。  
ピカティニーレールを備えたライフルに装着し使用することができる。 

## 歴史

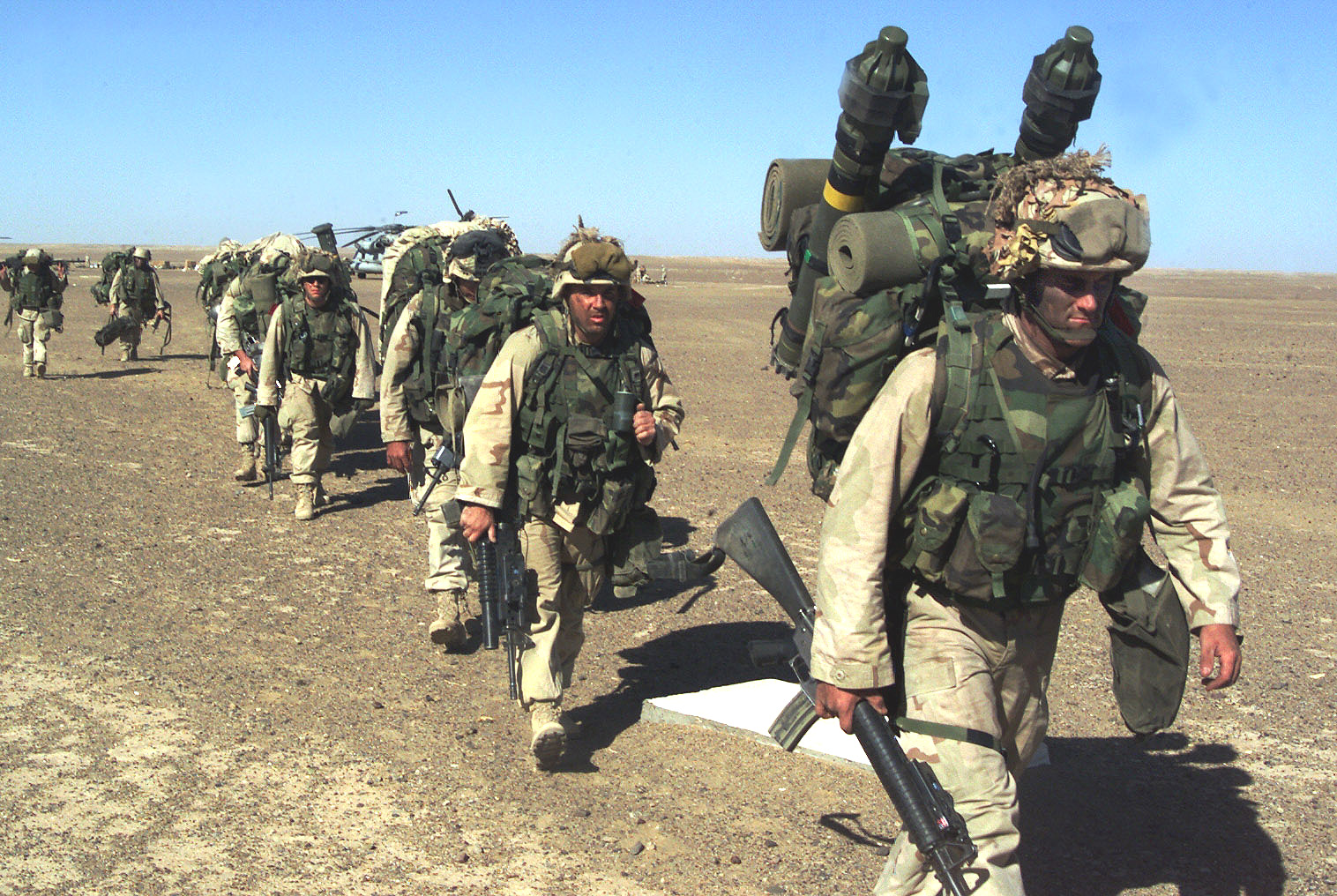
AN/PEQ-2を装着したM16A2ライフルを携行しているアメリカ海兵隊員。(2001年11月)

AN/PEQ-2は、湾岸戦争後の1990年代初頭に設計されたAN/PAQ-4Cの後継として開発された。 
MIL規格に従って製造されたこの装置はUS SOPMOD BLOCK1の一部として用いられていたが、ほとんどは回収され新型かつ小型のAN / PEQ-15（ATPIAL）あるいはAN/PEQ-16に置き換えられている。 

## 操作
AN/PEQ-2は、2つの赤外線レーザー照射機を有している。 
一つ目はライフルで照準するために使用する赤外線レーザー照準機、二つ目はフラッシュライトのように対象を照らす広域赤外線レーザー照射機である 。  赤外線レーザーは暗視ゴーグルを通してのみ見ることができる。  各レーザーは個別にゼロイン(較正)でき、照射するレーザーの半径は調整可能。 2つの照射機は本体上部にある6モードスイッチを切り替えることにより以下のモードに切り替えることができる。 
| モード | 刻印         | 照準レーザー | 赤外線ライト |
| ------ | ------------ | ------------ | ------------ |
| 0      | OFF          | オフ         | オフ         |
| 1      | AIM          | 低出力       | オフ         |
| 2      | DUAL LO      | 低出力       | 低出力       |
| 3      | AIM HI       | 高出力       | オフ         |
| 4      | DUAL LO / HI | 高出力       | 低出力       |
| 5      | DUAL HI      | 高出力       | 高出力       |

モードスイッチをオンに切り替えるだけではレーザーは照射されない。本体上部にある円形のボタンを1回押下するとモードスイッチで選択したレーザーが押している間照射される。連続で2回ボタンを押すと手を放しても照射し続け、さらにもう1度押すとオフになる。また照射中にモードスイッチをオフに切り替えることでもオフにできる。 
さらに延長スイッチを装置後端のプラグに差し込むことによって、本体のスイッチを直接押さなくても操作が可能になる。コードの長さは1~2フィート程度。操作方法は本体スイッチと同様に行う。
水深20メートルまで防水であり、2本の単三電池で動作する。 また、民間向けモデルも存在し軍用より大出力かつ可視レーザーやその他機能を使用可能である。  
改良型であるAN/PEQ-2Aには、眼球の損傷を引き起こす可能性のある高出力モードへの切り替えを物理的に制限する取り外し可能な安全ブロックが組み込まれており、裏表を反対にして取り付けることで高出力モードが解放される(青い面が裏、黒い面が表になる)。